# Balázs Babella
Balázs Babella, född den 21 juni 1978 i Ungern, är en ungersk kanotist.
Han tog bland annat VM-guld i K-4 200 meter i samband med sprintvärldsmästerskapen i kanotsport 2007 i Duisburg.